# Gare de Pellevoisin
Gare de Pellevoisin vasútállomás Franciaországban, Pellevoisin településen.

## Vasútvonalak
Az állomást az alábbi vasútvonalak érintik:
- Le Blanc–Argent-sur-Sauldre-vasútvonal

## Kapcsolódó állomások
A vasútállomáshoz az alábbi állomások vannak a legközelebb:
- Gare d’Argy
- Gare d’Heugnes